# Jacob Elordi
Jacob Elordi (Brisbane, Queensland, 1997. június 26.–) ausztrál színész.
Leginkább Noah Flynn szerepéről ismert a Netflixes Csókfülke (2018), A csókfülke 2. (2020) és a Csókfülke 3. tinifilmekből, valamint az HBO-os Eufória című televíziós sorozatból (2019–).

## Gyermekkora
1997. június 26-án született az ausztráliai Queenslandben, John és Melissa Elordi fiaként. Baszk származású. Három nővére van. Középiskolába a melbourne-i St. Kevin's gimnáziumba, majd a brisbane-i Nudgee gimnáziumba járt.

## Pályafutása
Első hollywoodi filmélménye A Karib-tenger kalózai: Salazar bosszúja (2017)  forgatásán volt statisztaként. Első színészi szerepét 2018-ban kapta a '75 nyara című ausztrál filmben, Roostert alakítva. Noah Flynn szerepével szerzett hírnevet a Netflix A csókfülke című romantikus vígjátékában, amelynek premierje 2018 májusában volt. A szerepet a második részben is megismételte, amelyet 2019 közepén forgattak Fokvárosban és 2020 júliusában mutattak be. A harmadik rész 2021-ben jelent meg.
2019-ben Elordi szerepelt a Mesék a hullaházból horrorfilmben, és ugyanettől az évtől a főszereplő Nate Jacobst játssza az HBO Eufória című televíziós sorozatában.

## Magánélete
A csókfülke-filmekben szintén szereplő Joey Kinggel egy párt alkottak, egészen 2018-ig. 2020-ban Elordi szerelmi partnere Zendaya volt, akivel együtt játszik az Eufória sorozatban. Szakításuk után a színész Cindy Crawford és Rande Gerber lányával, Kaia Gerber modellel jött össze.

## Filmográfia

### Film
| Év   | Magyar cím                               | Eredeti cím                                      | Szerep                         | Magyar hang     |
| ---- | ---------------------------------------- | ------------------------------------------------ | ------------------------------ | --------------- |
| 2017 | A Karib-tenger kalózai: Salazar bosszúja | Pirates of the Caribbean: Dead Men Tell No Tales | St. Martins Marine (statiszta) | Nem szólal meg  |
| 2018 | A csókfülke                              | The Kissing Booth                                | Noah Flynn                     | Fehér Tibor     |
| 2018 | ’75 nyara                                | Swinging Safari                                  | Rooster                        | Ungvári Gergely |
| 2019 | Mesék a hullaházból                      | The Mortuary Collection                          | Jake Matthews                  | Fehér Tibor     |
| 2019 | 2 szív                                   | 2 Hearts                                         | Christopher Gregory            | Baráth István   |
| 2019 | Krokodil Dundee öröksége                 | The Very Excellent Mr. Dundee                    | Chase Hogan                    | Fehér Tibor     |
| 2019 | A csókfülke 2.                           | The Kissing Booth 2                              | Noah Flynn                     | Fehér Tibor     |
| 2021 | A csókfülke 3.                           | The Kissing Booth 3                              | Noah Flynn                     | Fehér Tibor     |
| 2022 | Mélyvíz                                  | Deep Water                                       | Charlie De Lisle               |                 |
| 2023 | Édes kelet                               | The Sweet East                                   | Ian Reynolds                   |                 |
| 2023 |                                          | He Went That Way                                 | Bobby Falls                    |                 |
| 2023 | Saltburn                                 | Saltburn                                         | Felix Catton                   | Fehér Tibor     |
| 2023 | Priscilla                                | Priscilla                                        | Elvis Presley                  | Fehér Tibor     |
| 2024 |                                          | Oh, Canada                                       | Leonard Fife fiatalon          |                 |
| 2024 | Vágtázó lovakról                         | On Swift Horses                                  | Julius Walker                  |                 |
| 2025 |                                          | Frankenstein                                     | Frankenstein szörnye           |                 |

Rövidfilmek
- Carpe Liam (2015) – Liam
- Max & Iosefa (2016) (rövidfilm)[12] – Max
- Emma Zander: Bad Dream (2019) (videós rövidfilm) – férj

### Televízió
| Év    | Magyar cím          | Eredeti cím                       | Szerep             | Megjegyzések           |
| ----- | ------------------- | --------------------------------- | ------------------ | ---------------------- |
| 2019– | Eufória             | Euphoria                          | Nate Jacobs        | főszereplő             |
| 2020  |                     | Acting for a Cause                | Mr. Darcy          | 1 epizód               |
| 2024  | Saturday Night Live | Saturday Night Live               | Önmaga (házigazda) | 1 epizód               |
| 2025  | Keskeny út északra  | The Narrow Road to the Deep North | Dorrigo Evans      | minisorozat (főszerep) |

## Fordítás
- Ez a szócikk részben vagy egészben  a   Jacob Elordi című angol Wikipédia-szócikk fordításán alapul.  Az eredeti cikk szerkesztőit annak laptörténete sorolja fel. Ez a jelzés csupán a megfogalmazás eredetét és a szerzői jogokat jelzi, nem szolgál a cikkben szereplő információk forrásmegjelöléseként.